# Тъмната лига на справедливостта
„Тъмната лига на справедливостта“ (на английски: Justice League Dark) е американски супергеройска анимация от 2017 г., продуциран от Warner Bros. Animation и е разпространен от Warner Home Video. С участието на едноименния екип на DC по идея на Питър Милган и Микел Джанин, филмът е 28-ият от DC Universe Animated Original Movies и осмият от „Анимационната вселена на DC“. За разлика от няколко филми в поредицата DC Universe Animated Movies, „Тъмната лига на справедливостта“ включва оригинално помещение. Във филма участват Мат Райън като Джон Константин и Джейсън О'Мара като Батман, които повтарят съответните си роли в предишната поредица. Пуснат е в Digital HD на 24 януари 2017 г. и на DVD и Blu-ray на 7 февруари 2017 г.
Продължението – „Тъмната лига на справедливостта: Войната на Апокалипс“, е пуснат през май 2020 г.

## В България
В България филмът е излъчен на 4 юли 2022 г. по „Би Ти Ви Екшън“ с български войсоувър дублаж на Саунд Сити Студио. Екипът се състои от:
| Озвучаващи артисти  | Георги Стоянов Яна Огнянова Мартин Герасков Явор Караиванов Николай Пърлев |
| Преводач            | Силвия Вълкова                                                             |
| Тонрежисьор         | Евгени Желязков                                                            |
| Режисьор на дублажа | Тодор Георгиев                                                             |